# Crkva sv. Brcka u Brckovljanima
Crkva sv. Brcka je crkva u općini Brckovljani, zaštićeno kulturno dobro.

## Opis dobra
Crkva je podignuta na povišenom platou u središtu naselja. Izvorno je srednjovjekovna građevina spomenuta 1334.g. i iz tog razdoblja sačuvano je svetište s križno-rebrastim svodom i bočni južni portal. Povećana je i barokizirana 1695. g. kada su dograđene bočne kapele, sakristija i zvonik čime dobiva današnji oblik. Jednobrodna je građevina s pravokutnom lađom, užim svetištem s trostranom apsidom, nasuprotnim bočnim kapelama u lađi, a cjelinom dominira masivni peterokatni zvonik naslonjen na središnju os glavnog pročelja.Ima vrijedan rokoko glavni oltar i propovjedaonicu iz 1755. g. te orgulje iz 1889. g.

## Zaštita
Pod oznakom Z-3837 zavedena je kao nepokretno kulturno dobro - pojedinačno, pravna statusa zaštićena kulturnog dobra, klasificirano kao "sakralna graditeljska baština".